# Utrechtse Lokaalspoorweg Maatschappij

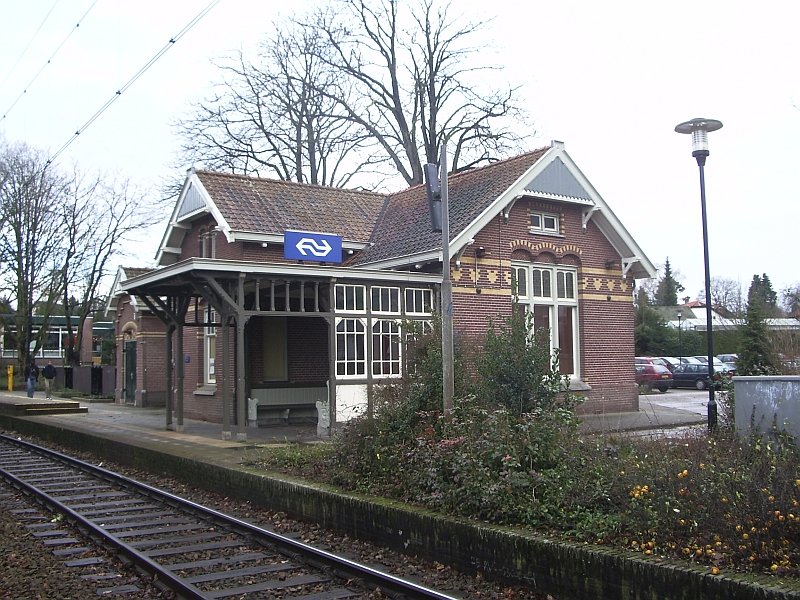
Stationsgebouw van Soestdijk.

De Utrechtse Lokaalspoorweg Maatschappij (ULS) was tussen 1896 en 1934 een Nederlandse spoorwegmaatschappij. Ze legde de lokaalspoorweg Den Dolder - Baarn aan.
Na het in april 1896 verkrijgen van een concessie van de minister van Waterstaat, Handel en Nijverheid voor de aanleg van een spoorlijn tussen Soesterberg en Baarn, werd de ULS enkele maanden later opgericht. De spoorlijn van de ULS diende verbonden te worden met de reeds bestaande spoorlijn Utrecht - Zwolle van de Nederlandsche Centraal-Spoorweg-Maatschappij (NCS). De ULS en NCS sloten daarbij een exploitatiecontract af. Op 27 juni 1898 kon de nieuwe spoorlijn geopend worden voor het publiek. De Amsterdamse architect J.F. Klinkhamer ontwierp onder meer de stationsgebouwen van Soestdijk en Baarn Buurtstation langs de 11 kilometer lange spoorlijn.
In 1934 werd de ULS overgenomen door de Staat der Nederlanden, en geliquideerd.